# نارسيسو راموس
نارسيسو راموس هو لاعب كرة قدم وصحفي ودبلوماسي ووزير وسياسي فلبيني، ولد في 11 نوفمبر 1900 في Asingan ‏ في الفلبين، وتوفي في 3 فبراير 1986 في مانيلا في الفلبين بسبب سكتة. نشط حزبياً في بارتيدو ليبرال. وقد انتخب عضو مجلس النواب في الفلبين.